# Сатархи-спалеї
Сатархи-спалеї (лат. Satharcheos Spalaeos) — одне з іранських кочових племен, яке разом з роксоланами та декількома меншими племенами входило до першої хвилі азійських кочовиків у Пн. Причорномор'ї, рух яких був спричинений глобальними етнічними змінами у Сер. Азії протягом II ст. до н. е.
Щодо появи сатархів-спалеїв у Пн. Причорномор'ї існує відома згадка Плінія Старшого:
«Танаїс перейшли сатархеї, гертихеї, спондоліки, сінгієти, анаси, ісси, катеєти, тагори, карони, неріпи, агандеї, меандареї, сатархеї-спалеї».
Можливо, що всі ці племена — представники різних за походженням іранських племен, які на схід від Дону називалися аорси.
Ймовірно, що згадані Йорданом спали, яких у 30-х р.р. III ст. підкорили очолювані Філімером ґоти, (лат. «ad gentem Spalorum») тотожні сатархам-спалеям.